# Mary Whelan

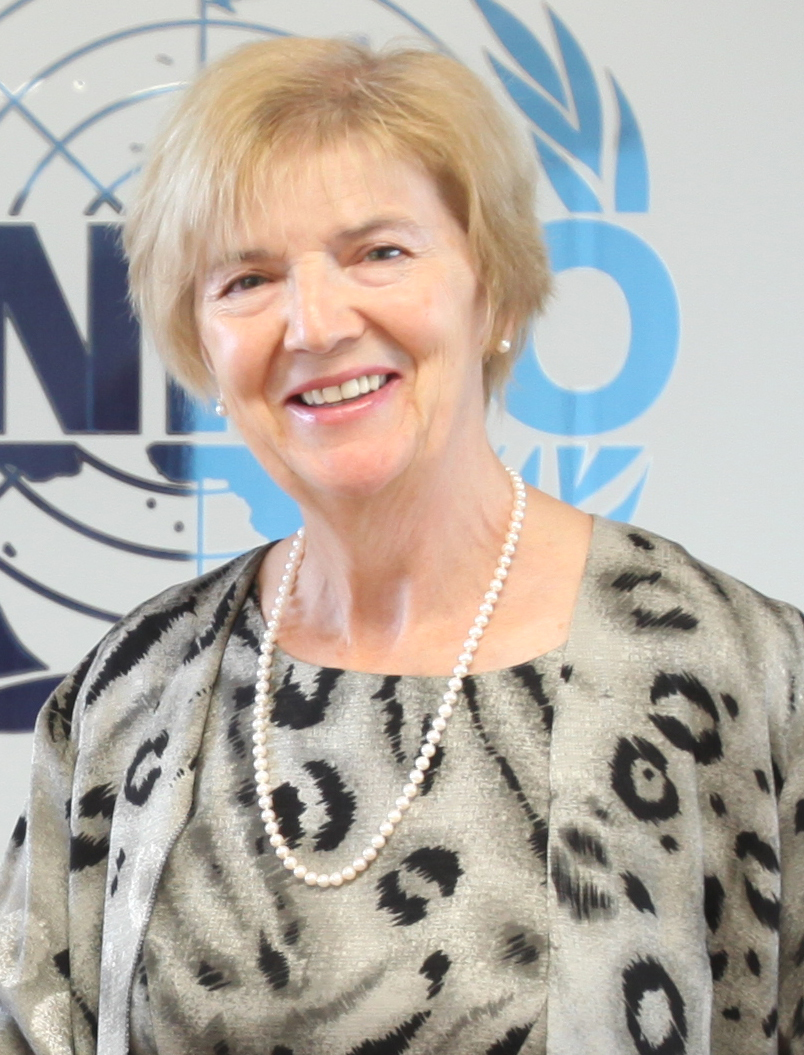
Mary Whelan

Mary Whelan ist eine irische Diplomatin.

## Leben
Whelan ist seit 1973 im diplomatischen Dienst des irischen Außenministeriums tätig. Während ihrer diplomatischen Karriere, die sie auf dem Posten einer Dritten Sekretärin begann, war sie unter anderem von 2001 bis 2006 der Ständige Vertreter Irlands bei den Vereinten Nationen in Genf.
Whelan war auch Ständige Vertreterin Irlands bei der Welthandelsorganisation und in dieser Funktion im Jahr 2002 die Vorsitzende des Rates für den Handel mit Dienstleistungen und im Jahr 2003 Vorsitzende des Trade Policy Review Body,
Im Jahr 2009 wurde Whelan der irische Botschafter in den Niederlanden sowie der Ständige Vertreter Irlands bei der Organisation für das Verbot chemischer Waffen. In beiden Posten löste sie hierbei Richard Ryan ab. 2014 wurde Whelan zur irischen Botschafterin in Österreich ernannt.